# جون تود (سياسي)
جون تود (بالإنجليزية: John Todd)‏ هو سياسي أمريكي، ولد في 27 مارس 1750 في مقاطعة مونتغومري في الولايات المتحدة، وتوفي في 18 أغسطس 1782 في مقاطعة روبرتسون في الولايات المتحدة.